# Mai 1947

## Évènements
- Le président libanais Béchara el-Khoury manipule les élections pour obtenir une révision constitutionnelle lui permettant d’exercer un second mandat.
- 1er mai :
  - Massacre de Portella della Ginestra.
- 4 mai :
  - Des membres de l’organisation sioniste Irgoun attaquent la prison de Saint-Jean-d’Acre et libèrent 189 prisonniers.
  - France : devant l’opposition des ministres communistes à sa politique économique et salariale, le président du Conseil Ramadier demande un vote de confiance que les députés communistes lui refusent.
  - Le comte Soeria Kartalegawa, ancien bupati de Garut, proclame l'État du Pasundan.
- 5 mai :
  - France : les ministres communistes sont renvoyés du gouvernement. Fin du tripartisme (PCF, MRP et SFIO) et création de la Troisième Force;
  - France : consécration de la Basilique du Sacré-Cœur de Marseille (Bouches-du-Rhône, France) par le cardinal Roques, archevêque de Rennes.
- 7 mai : annonce de la construction de la première « Levittown » (cité banlieusarde).
- 11 mai[1] : le Laos devient une monarchie constitutionnelle.
- 14 mai, Canada : la Loi de l'immigration chinoise de 1923 est abrogée.
- 18 mai :
  - constitution de la Rhénanie-Palatinat.
  - Grand Prix automobile de Marseille.
- 22 mai : création de l’agence Magnum, coopérative de photographes qui compte pour membres fondateurs Henri Cartier-Bresson, Robert Capa, George Rodger et David Seymour.
- 23 mai :
  - Soeria occupe les bureaux de l'administration républicaine à Bogor, avec le soutien du colonel Thomson de l'armée néerlandaise et du résident Statius Muller[2].
  - Premier vol du prototype de bombardier-torpilleur SNCAC NC.1070.
- 25 mai :
  - vote du National Security Act qui réorganise l’Armée, la Marine et l’Aviation et porte création d’un National Security Council doté d’une agence chargée de coordonner les activités de renseignement, la CIA (Central Intelligence Agency).
  - Grand Prix automobile des Frontières.
- 28 mai :
  - Allemagne : les anglo-américains créent dans leur zone d’occupation un conseil économique élu, doté de certains pouvoirs législatifs. Les bases d’un État allemand commencent à se mettre en place.
  - Premier vol de l'avion expérimental Douglas D-558-I Skystreak à Muroc Dry Lake.
- 29 mai : l'Assemblée constituante indienne supprime l'intouchabilité.
- 30 mai (Hongrie)  : Imre Nagy est obligé de démissionner. Lajos Dinnyés, un autre membre du Parti des petits propriétaires lui succède.

## Naissances
- 1er mai : Jacob Bekenstein, physicien israélien.
- 5 mai : Ahmed Adghirni, Avocat et homme politique marocain († 19 octobre 2020).
- 10 mai : Marion Ramsey, actrice américaine († 7 janvier 2021).
- 11 mai : Ringo, chanteur français.
- 12 mai :
  - Michael Ignatieff, chef du Parti libéral du Canada.
  - Ghédalia Tazartès, musicien français († 9 février 2021).
- 13 mai : Oscar Castro, acteur chilien († 25 avril 2021).
- 15 mai : Muhyiddin Yassin, 8e et actuel Premier ministre de Malaisie.
- 17 mai : Hawa Abdi, physicienne et militante des droits de l'homme somalienne († 5 août 2020).
- 18 mai : Bruno Devoldère, acteur français († 15 février 2008).
- 20 mai : Michel Santier, évêque catholique français, évêque de Créteil.
- 24 mai :
  - Pascal de Roubaix, père de famille, écrivain et aquarelliste belge.
  - Émile Shoufani, théologien israélien arabe († 18 février 2024).
- 26 mai :
  - Denis Tillinac, écrivain, éditeur et journaliste français († 26 septembre 2020).
  - Hichem Rostom, acteur tunisien († 28 juin 2022).
- 28 mai : Bernard Mabille, humoriste français.
- 30 mai : Albert Delchambre, auteur, compositeur, interprète.

## Décès
- 1er mai : Evelyn Francis McHale, 23 ans, comptable américaine inspirant à Andy Warhol une des sérigraphies de "Death and Disaster"
- 16 mai : Frederick Gowland Hopkins, 86 ans, physiologiste et chimiste britannique. (° 1861)
- 23 mai  : Charles-Ferdinand Ramuz, 69 ans, écrivain Suisse